# Alexandra Romanowna Pospelowa
Alexandra Romanowna Pospelowa (russisch Александра Романовна Поспелова; * 22. April 1998 in Moskau) ist eine russische Tennisspielerin.

## Karriere
Pospelowa spielt überwiegend Turniere auf der ITF Women’s World Tennis Tour, auf der sie bislang zwei Einzel- und 13 Doppeltitel gewann.
2015 sicherte sie sich mit Viktória Kužmová bei den US Open den Doppeltitel der Mädchen.

## Turniersiege

### Einzel
| Nr. | Datum           | Turnier | Kategorie   | Belag     | Finalgegnerin          | Ergebnis      |
| --- | --------------- | ------- | ----------- | --------- | ---------------------- | ------------- |
| 1.  | 3. April 2016   | Iraklio | ITF $10.000 | Hartplatz | Laura Schaeder         | 6:1, 6:4      |
| 2.  | 22. Januar 2017 | Antalya | ITF $15.000 | Sand      | Anastassija Wassyljewa | 6:4, 1:6, 6:4 |

### Doppel
| Nr. | Datum             | Turnier           | Kategorie   | Belag             | Partnerin             | Finalgegnerinnen                         | Ergebnis          |
| --- | ----------------- | ----------------- | ----------- | ----------------- | --------------------- | ---------------------------------------- | ----------------- |
| 1.  | 24. April 2015    | Schymkent         | ITF $10.000 | Sand              | Irina Lidkovskaya     | Elizaveta Khabarova Guzal Jusupowa       | 7:65, 6:1         |
| 2.  | 26. März 2016     | Iraklio           | ITF $10.000 | Hartplatz         | Alina Silitsch        | Amanda Carreras Alice Savoretti          | 6:2, 6:2          |
| 3.  | 2. April 2016     | Iraklio           | ITF $10.000 | Hartplatz         | Alina Silitsch        | Deborah Chiesa Adrijana Lekaj            | 6:3, 6:4          |
| 4.  | 29. Oktober 2016  | Liuzhou           | ITF $50.000 | Hartplatz         | Weronika Kudermetowa  | Jacqueline Cako Sabina Sharipova         | 6:2, 6:4          |
| 5.  | 2. September 2017 | Antalya           | ITF $15.000 | Sand              | Adriana Sosnovschi    | Laura Escauriza Barbara Gatica           | 7:62, 7:5         |
| 6.  | 27. Januar 2018   | Antalya           | ITF $15.000 | Sand              | Sopia Schapatawa      | Tayisiya Morderger Yana Morderger        | 6:2, 6:2          |
| 7.  | 17. August 2019   | Moskau            | ITF W15     | Sand              | Amina Anschba         | Wlada Kowal Jewgenija Lewaschowa         | 6:4, 6:3          |
| 8.  | 30. November 2019 | Milovice          | ITF W15     | Hartplatz (Halle) | Anastassija Tichonowa | Karolína Beránková Barbora Miklová       | 6:1, 7:5          |
| 9.  | 16. Oktober 2021  | Kasan             | ITF W15     | Hartplatz (Halle) | Jekaterina Maklakowa  | Maria Krupenina Jekaterina Owtscharenko  | 6:1, 6:1          |
| 10. | 6. November 2021  | Antalya           | ITF W15     | Sand              | Xenija Laskutowa      | Back Da-yeon Tian Fangran                | 2:6, 6:2, [10:6]  |
| 11. | 13. August 2022   | Öskemen           | ITF W25     | Hartplatz         | Jekaterina Maklakowa  | Jekaterina Kasionowa Schibek Qulambajewa | 7:65, 6:1         |
| 12. | 1. April 2023     | Scharm El-Scheich | ITF W15     | Hartplatz         | Emilie Lindh          | Jessica Failla Anna Ulyashchenko         | 6:2, 3:6, [11:9]  |
| 14. | 25. November 2023 | Antalya           | ITF W15     | Sand              | Lidija Rasskowskaja   | Iulia Andreea Ionescu Anastasia Safta    | 63:7, 6:4, [10:1] |

## Abschneiden bei Grand-Slam-Turnieren

### Juniorinnendoppel
| Turnier         | 2015 | Karriere |
| --------------- | ---- | -------- |
| Australian Open | —    | —        |
| French Open     | 1    | 1        |
| Wimbledon       | 1    | 1        |
| US Open         | S    | S        |

Zeichenerklärung: S = Turniersieg; F, HF, VF, AF = Einzug ins Finale / Halbfinale / Viertelfinale / Achtelfinale; 1, 2, 3 = Ausscheiden in der 1. / 2. / 3. Hauptrunde; nicht ausgetragen